# Młynicka Turnia
Młynicka Turnia (niem. Mlinicatal Turm, słow. Mlynická veža, węg. Malompataki-torony, 2329 m) – turnia znajdująca się w głównej grani odnogi Krywania w słowackiej części Tatr Wysokich. Od Kolistej Turni na północnym wschodzie oddzielona jest Przełączką nad Wielkim Ogrodem (2315 m), a od Hrubego Wierchu na południowym zachodzie oddziela ją siodło Hrubej Przehyby (2319 m). 
Nazwa Młynickiej Turni pochodzi od położonej poniżej niej Doliny Młynickiej. Turnia ma dwa wierzchołki (nieco wyższy jest zachodni). Ku Hrubej Przehybie opada eksponowaną grańką, ku Przełączce nad Wielkim Ogrodem pionowym uskokiem. Do Doliny Młynickiej opada niemal pionową ścianą o wysokości około 30 m. Poniżej niej jest trawiasto-płytowy taras opadający na piargi Capiego Kotła. Ściana północna ma wysokość około 25 m i jest również bardzo stroma. Jest w niej północny filar opadający na piargi Wielkiego Ogrodu w Dolinie Hlińskiej.
Na wierzchołek Młynickiej Turni nie wiodą żadne znakowane szlaki turystyczne, jej wierzchołek jest dostępny jedynie dla taterników. Witold Henryk Paryski pisał, że pierwsze wejścia na wierzchołek Młynickiej Turni miały zapewne miejsce już w połowie XIX wieku. Masyw Hrubego Wierchu i okoliczne wierzchołki były od dawna znane podhalańskim i spiskim myśliwym, był to popularny teren polowań. Władysław Cywiński uważa, że obecność "koziarzy podhalańskich" na wierzchołku można między bajki włożyć.

## Drogi wspinaczkowe
1. Z Hrubej Przehyby zachodnią granią; I lub II (wariant) w skali tatrzańskiej, czas przejścia 5 min

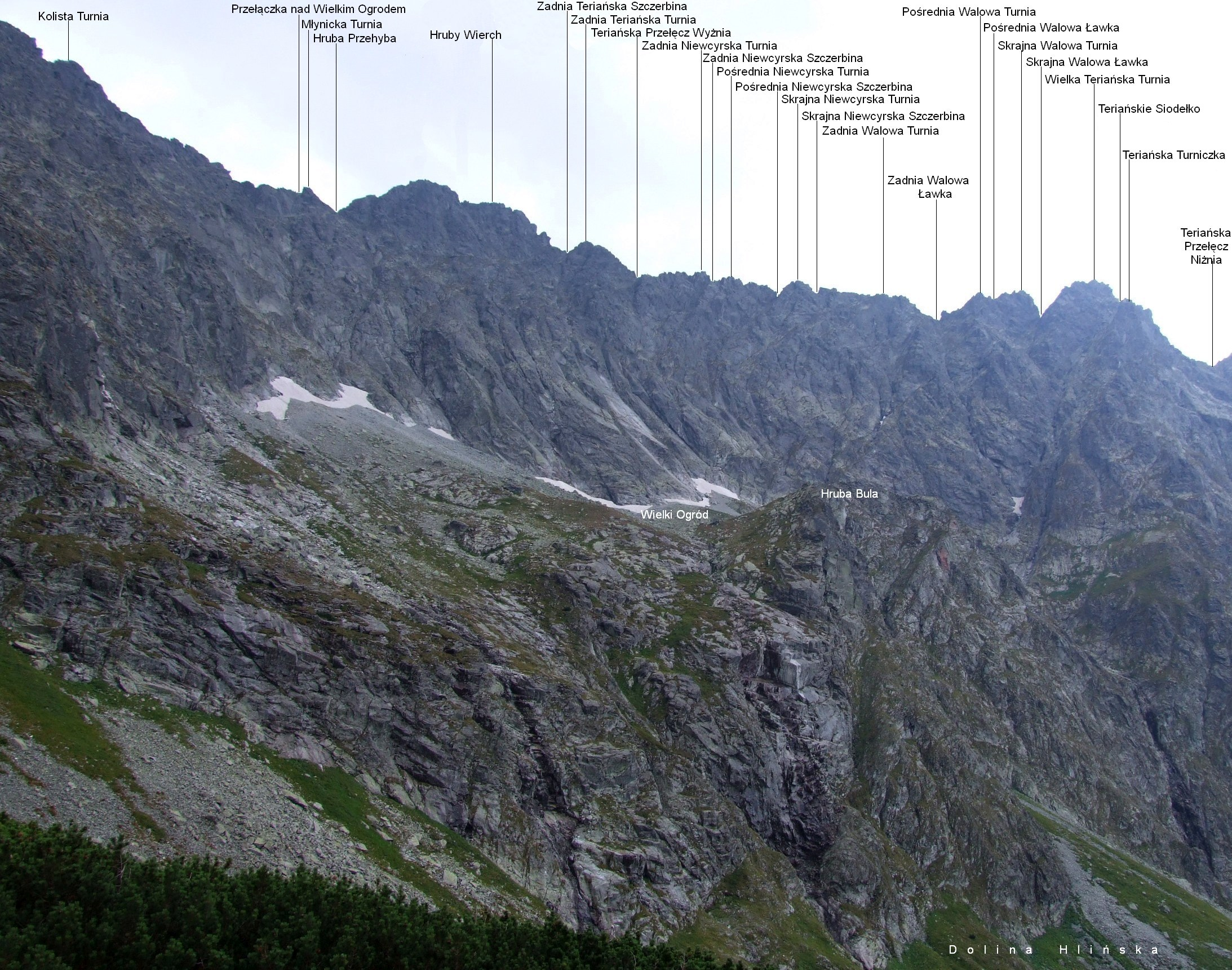
Widok z Doliny Hlińskiej

2. Północnym filarem; III, 1 godz.[4].